# بلفیوره
بلفیوره (به ایتالیایی: Belfiore) یک منطقهٔ مسکونی در ایتالیا است که در استان ورونا واقع شده‌است.

## خصوصیات
بلفیوره ۲۶٫۴۷ کیلومترمربع مساحت و ۲٬۹۰۴ نفر جمعیت دارد و ۲۶ متر بالاتر از سطح دریا واقع شده‌است.